# Hat alapérték
A hat alapérték alatt az Európai Unió alapszerződésében (a lisszaboni szerződésben) definiált fundamentális, civilizációs értékeket értjük. Erre a hat alapértékre épül az Európai Unió:
1. Emberi méltóság;
2. Szabadság;
3. Demokrácia;
4. Egyenlőség;
5. Jogállamiság;
6. Emberi jogok (és kisebbségvédelmi jogok).

Jogforrási hivatkozása: Lisszaboni szerződés (az Európai Unióról szóló szerződés és az Európai Közösséget létrehozó szerződés módosításáról szóló szerződés, amelyet Lisszabonban, 2007. december 13-án írtak alá) 1a. cikk:
Az Unió az emberi méltóság tiszteletben tartása, a szabadság, a demokrácia, az egyenlőség, a jogállamiság, valamint az emberi jogok – ideértve a kisebbségekhez tartozó személyek jogait – tiszteletben tartásának értékein alapul. Ezek az értékek közösek a tagállamokban, a pluralizmus, a megkülönböztetés tilalma, a tolerancia, az igazságosság, a szolidaritás, valamint a nők és a férfiak közötti egyenlőség társadalmában.”
Lényegében a NATO (Észak-atlanti szerződés) is ezt a hat alapértéket hivatott védeni, szükség esetén akár katonai erővel. A NATO-alapszerződés bevezetője így utal az alapértékekre: "E szerződésben részt vevő Felek, újból hitet téve az Egyesült Nemzetek Alapokmányának céljai és elvei mellett és megerősítve abbeli óhajukat, hogy minden néppel és kormánnyal békében éljenek; elhatározva, hogy megőrzik a szabadságot, népeiknek a demokrácia, az egyéni szabadság és a jog uralma elvein alapuló közös örökségét és civilizációját; eltökélve, hogy egyesítik az együttes védelmük, valamint a béke és biztonság fenntartására irányuló erőfeszítéseket; megegyeztek a jelen Észak-atlanti Szerződésben".

## Célja
A hat alapérték rendeltetése, hogy alkalmazásukkal és védelmükkel az európai kontinensen elkerülhető legyen egy újabb önkényuralom, és az azzal járó háborús viszály. A hat alapérték tehát az európai kontinens békéjét hivatott biztosítani. A hat alapértéket tiszteletben tartó tagállamok erőfeszítéseik és eltökéltségük gyümölcse a béke és stabilitás, mely az EU országait évtizedek óta jellemzi. Az Európai Unió a hat alapérték közös elfogadásával abból a célból jött létre, hogy véget vessen a szomszédos európai országok közötti véres háborúknak, amelyek közül a legrettenetesebb a második világháború volt. Az európai társadalom megtanulta, hogy a hat alapérték hiánya kirívóan veszélyes a társadalomra, azért a hat alapérték garanciális biztosítékként szolgál ahhoz, hogy az önkényuralmi kezdeményezéseket megakadályozza. Az Európai Unió alapszerződésének 7. cikkelye szerint: "A Tanács, a tagállamok egyharmada, az Európai Parlament vagy az Európai Bizottság indokolással ellátott javaslata alapján, tagjainak négyötödös többségével és az Európai Parlament egyetértésének elnyerését követően megállapíthatja, hogy fennáll az egyértelmű veszélye annak, hogy egy tagállam súlyosan megsérti a 2. cikkben említett értékeket. Mielőtt ilyen megállapítást tenne, a Tanács meghallgatja a kérdéses tagállamot, és ugyanezen eljárásnak megfelelően ajánlásokat tehet neki.". Ez az eljárás lehetőséget teremt arra, hogy a hat alapértéket sértő tagállamot az unió végső soron kizárja tagjai közül. Érdekesség, hogy 2012-ben az EU nyerte el a Nobel-békedíjat, amiért előmozdította Európában a békét, a megbékélést, a demokráciát és az emberi jogokat.

## Értelmezése
A hat alapérték értelmezése autentikus forrásokból történik. Ezek egyike az Európai Unió Alapjogi Chartája (a Charta), ami tiszteletben tartva az EU hatásköreit és feladatait, valamint a szubszidiaritás elvét, újólag megerősíti azokat a jogokat, amelyek különösen az uniós országok közös alkotmányos hagyományaiból és nemzetközi kötelezettségeiből, az emberi jogok és alapvető szabadságok védelméről szóló európai egyezményből, az EU és az Európa Tanács által elfogadott szociális chartákból, valamint az Európai Unió Bíróságának és az Emberi Jogok Európai Bíróságának esetjogából következnek. Azáltal, hogy világosabbá teszi az alapjogokat és felhívja rájuk a figyelmet, a charta jogbiztonságot teremt az EU-ban. 2009 decemberében a Lisszaboni Szerződés hatálybalépésével a charta kötelező joghatásra tett szert az EU-ban és a szerződésekkel azonos jogi kötőerővel bír. A hat alapérték közül az emberi jogok értelmezésének hiteles kiindulópontja az Az emberi jogok európai egyezménye és az Emberi Jogok Egyetemes Nyilatkozata.
A hat alapérték rövid kifejtése ezek alapján az alábbiakban foglalható össze.

## Emberi méltóság
Az emberi méltóság elsősorban az ember élethez való joga, személyi sérthetetlenséghez való jog, a kínzás és az embertelen vagy megalázó bánásmód és büntetés tilalma, a rabszolgaság és a kényszermunka tilalma.

## Szabadság
A szabadság elsősorban a személyi szabadsághoz és biztonsághoz való jog, a magán- és a családi élet tiszteletben tartása, a személyes adatok védelme, a házasságkötéshez és a családalapításhoz való jog, gondolat-, lelkiismeret- és vallásszabadság, a véleménynyilvánítás és a tájékozódás szabadsága, a gyülekezés és az egyesülés szabadsága, a művészet és a tudomány szabadsága, oktatáshoz való jog, a foglalkozás megválasztásának szabadsága és a munkavállaláshoz való jog, a vállalkozás szabadsága, tulajdonhoz való jog, menedékjog, védelem a kitoloncolással, a kiutasítással és a kiadatással szemben.

## Demokrácia
A demokrácia autentikus értelmezése: demos kratos = néphatalom. A demokrácia szükséges (de nem elégséges) feltétele, hogy a főhatalom a népé (polgároké) legyen. Ez praktikusan abban nyilvánul meg, hogy a népnek alkotmányozó hatalma van. Ahol a polgároknak nincs meg a lehetőségük többségi népszavazással módosítani a saját alkotmányukat, ott a valódi néphatalom nem érvényesül, hiszen a hatalom azé, aki alkotmányozik. Léteznek különböző demokráciaelméletek, ám ezek alaposabb vizsgálat tárgyaként jellemzően ellentmondásra vezetnek, és azt eredményezik, hogy el kellene fogadnunk, hogy létezik néphatalom nélküli néphatalom. A demokrácia értelmezése kapcsán abban azonban nemzetközi konszenzus van, hogy mindenképpen a polgárok többségi szavazata szükséges ahhoz, hogy a hatalom (pl. megválasztott képviselők általi döntéshozatalok) mögött demokratikus legitimáció legyen.

## Egyenlőség
Az egyenlőség, mint alapérték a törvény előtti egyenlőség, a megkülönböztetés tilalma, kulturális, vallási és nyelvi sokféleség, nők és férfiak közötti egyenlőség, a gyermekek jogai, az idősek jogai, a fogyatékkal élő személyek beilleszkedése.

## Jogállamiság
Autentikus értelmezése Arisztotelésztől és Montesquieu-től származik. A jogállamiság szükséges feltétele a hatalmi ágak, elsősorban a törvényhozó (országgyűlés), a végrehajtó (kormány) és az igazságszolgáltató (bíróságok) függetlensége. A hatalmi ágak függetlensége szükségessé teszi, hogy a hatalmi ágakat egymástól elválasszuk, és egymás fékjei és ellensúlyai lehessenek, kizárva ezzel az önkényuralom és a teljhatalom lehetőségét.

## Emberi és kisebbségvédelmi jogok
Az emberi jogok értelmezéséhez Az emberi jogok európai egyezménye és Az emberi jogok egyetemes nyilatkozata szolgál alapul. Azokat a jogokat jelenti, amelyek egyszerűen azért járnak nekünk, mert emberek vagyunk. Ezek a jogok mindenkit megilletnek, és elidegeníthetetlenek.   